# 鑾披汶排華政策
鑾披汶排華政策是指暹罗（泰国）总理鑾披汶推行的民族主义排华政策。在东南亚，曾推动排华政策的国家包括印尼的苏哈托独裁政权时期。

## 背景
早在1910年6月泰皇拉瑪五世頒布新稅法，提高人頭稅，華人集體大罷工五天，曼谷商店、商業、運輸、交通、貿易、工廠停止運轉。泰人意識到華僑的經濟勢力和影響力，對華人有了警惕和反感。
泰皇拉瑪六世瓦栖拉兀是一位國族主義者，在位期間致力於推動同化政策，1911年頒布「歸化條例」，1913年4月頒布「國籍法」，採血統主義兼出生地主義，華人子女在泰國出生被認定為泰國人，企圖同化。1914年他以阿薩瓦拔胡（Asavabahu）為筆名，用英文發表《東方的猶太人》一文，指責中國人盡量斂財，享盡權利卻規避義務，是無法同化的種族，寄生於泰國經濟者，猶如猶太人之危害美國。他又以英文寫成《覺醒吧！泰國》文章，親自將两文譯成泰文，連續在《暹羅觀察家報》上發表。後再版為小冊子，書名為《東方的猶太人》。1925年至1928年旅泰華僑發生抵制日貨運動和反日示威，影響泰國治安，大量華人移民至泰及共產黨問題日益嚴重，拉瑪七世對华人採取強硬隔離政策。1932年，暹羅立憲革命，实行君主立憲，推行種族優越唯國主義思想。

## 鑾披汶第一次排华
鑾披汶於1935年6月24日頒布通告，強調民族主義，排斥异族，排除華僑經濟勢力。1938年12月，鑾披汶取得政權，推行親日排華政策。1941年，藉國防安全為名，劃華富里、北真、烏汶等十幾個地區為禁區，这些地方數千户華僑接到消息后24小時之內被逐出，放棄產業流離失所。1942年，暹羅政府頒布只有暹人才能从事27種職業。1938-1944鑾披汶执政，实行經濟泰化政策，頒布多項排華律例，併吞華僑企業，限制華僑入境，驅逐華僑，封閉200多所僑校及華文報紙。

## 事后
1945年8月31日，暹羅新內閣成立，社尼·巴莫担任國務總理，宣布保證中暹人民友好關係。9月21日，社尼·巴莫向記者表示，將對華僑採取友善政策，改訂鑾披汶的排華法規，並對8月25日蔣中正的文告中支持暹羅獨立，表示感謝。10月6日，社尼·巴莫宣稱，國會修正前任政府一切對華僑有欠公平之法律，一切華校及報紙，重新開辦。華人可自由返回「戰略禁區」重理舊業。
1946年1月23日，中暹簽訂友好條約，換文時表示，日後若任何一方修改法律時，不得使另一方人民受到歧視。
1947年11月8日，暹羅政變。鑾披汶為海陸空三軍元帥，重掌军权。

## 亞派旺臨時政府時期
在亞派旺臨時政府時期，排斥華僑論調又起。暹羅警局大批拘捕華籍三輪車夫。1947年11月11日，曼谷副警察總監下令各警署及交通警察嚴格取締外僑以私家三輪車接載乘客，12月中旬，暹羅政府頒布統制碾米購穀法案，中國僑商所受打擊極大。華僑火礱30餘家與米行40餘家宣告停業。
戰後暹羅對於中國的僑民入境，初期並無限制，後因華僑大量進入，1947年，中國移民限額為1萬人，自1947年5月1日起算，同時聲明此數為暫時性質，今後重予釐定。1948年仍為1萬人，置前政府增加名額之諾言於不顧。

## 鑾披汶第二次排华
4月8日，宽·阿派旺被迫辭職，鑾披汶再度由國會選為國務總理，繼續排華政策，對華校限時立案、限制數目、查封華校、逮捕校董，恢復華人職業限制，1949年華人移民限額減至200名，1950年移民入境稅提高至每人1,000銖。